# Sebastián Claro
Sebastián Claro Edwards (Madrid, 10 de octubre de 1972) es un economista, académico, investigador y consultor chileno, fue vicepresidente del Consejo del Banco Central de su país desde septiembre de 2015 hasta diciembre de 2017. Simultáneamente, ejerció como consejero de dicho banco en el periodo 2007-2017.

## Primeros años de vida
Es hijo de Alfredo Claro y de Eliana Edwards, tiene cinco hermanos. Estudió en el Colegio de los Sagrados Corazones de Manquehue y luego ingeniería comercial con mención en economía en la Pontificia Universidad Católica (PUC), ambos de la capital chilena. Tras egresar de ingeniería comercial realizó un magíster en macroeconomía aplicada en la misma universidad. Dos años más tarde, y luego de un breve paso por el departamento de estudios de Enersis, cursó un doctorado en la Universidad de California en Los Ángeles, Estados Unidos.
Se encuentra casado con María Inés Irarrázaval, con quien tiene siete hijos.

## Trayectoria profesional
Fue en la universidad norteamericana donde China se convirtió en el principal centro de sus investigaciones. De hecho, llegó a ser consultor del Banco Interamericano de Desarrollo (BID) a través del estudio Implicancias del surgimiento de China en la economía global para Latinoamérica y el Caribe. Hoy es considerado uno de los principales expertos sobre el tema que hay en Chile.
Tras su paso por Estados Unidos comenzó su carrera docente. En la Facultad de Ciencias Económicas y Administrativas de la Pontificia Universidad Católica, dictó cursos en pregrado y posgrado sobre macroeconomía internacional. Además, dirigió tesis.
Cabe señalar que su labor como docente de la PUC fue parte de un compromiso que realizó antes de partir a la UCLA, cuyo financiamiento asumió la casa de estudios.
En 2007 fue propuesto por la presidenta Michelle Bachelet en reemplazo de Vittorio Corbo como consejero del Banco Central, planteamiento que fue respaldado por el Senado con la sola abstención de Nelson Ávila (PRSD).
Hasta la fecha, es el consejero más joven en asumir ese cargo desde que el BC alcanzara su autonomía en 1989.
En agosto de 2015 asumió la vicepresidencia de la entidad monetaria tras la renuncia de Enrique Marshall Rivera.
En marzo de 2021, asumió al equipo académico de la Universidad de los Andes, donde trabaja y se desempeña actualmente como académico e investigador de la Facultad de Ciencias Económicas y Empresariales de la misma Universidad.